# Remersdaal
Remersdaal (francès: Rémersdael) és un nucli del municipi de Voeren de la província de Limburg a Bèlgica a la vall del Gulp. Remersdaal té 433 habitants sobre una superfície de 862 hectàrees. S'hi troba el punt culminant de Flandes (287m d'altitud).
El primer esment escrit, Regenbert Vallis data del segle xii. Depenia del tribunal de Montzen dins del ducat de Limburg. Remersdaal era un nucli d'Homburg fins que el 1851 van crear-se dues entitats separades, per què la llengua de l'església a Homburg era aleshores l'alemany i la de Remersdaal el neerlandès (limburguès). El 1963, després de la fixació de la frontera lingüística, va passar de la província de Lieja a la província de Limburg. Amb Teuven són els únics dos nuclis de l'actual província que feien part del ducat de Limburg històric. De 1921 a 1957 hi havia una estació ferroviària a la línia 24 avui només utilitzat per al transport de mercaderies.
El nucli es troba segons es tipus de paisatge al País d'Herve, una regió de fructicultura, tot i que la ramaderia i forma la principal activitat econòmica.

## Llocs d'interès
- Het Hoes
- Castell d'Obsinnich
- El viaducte ferroviari de la línia 24

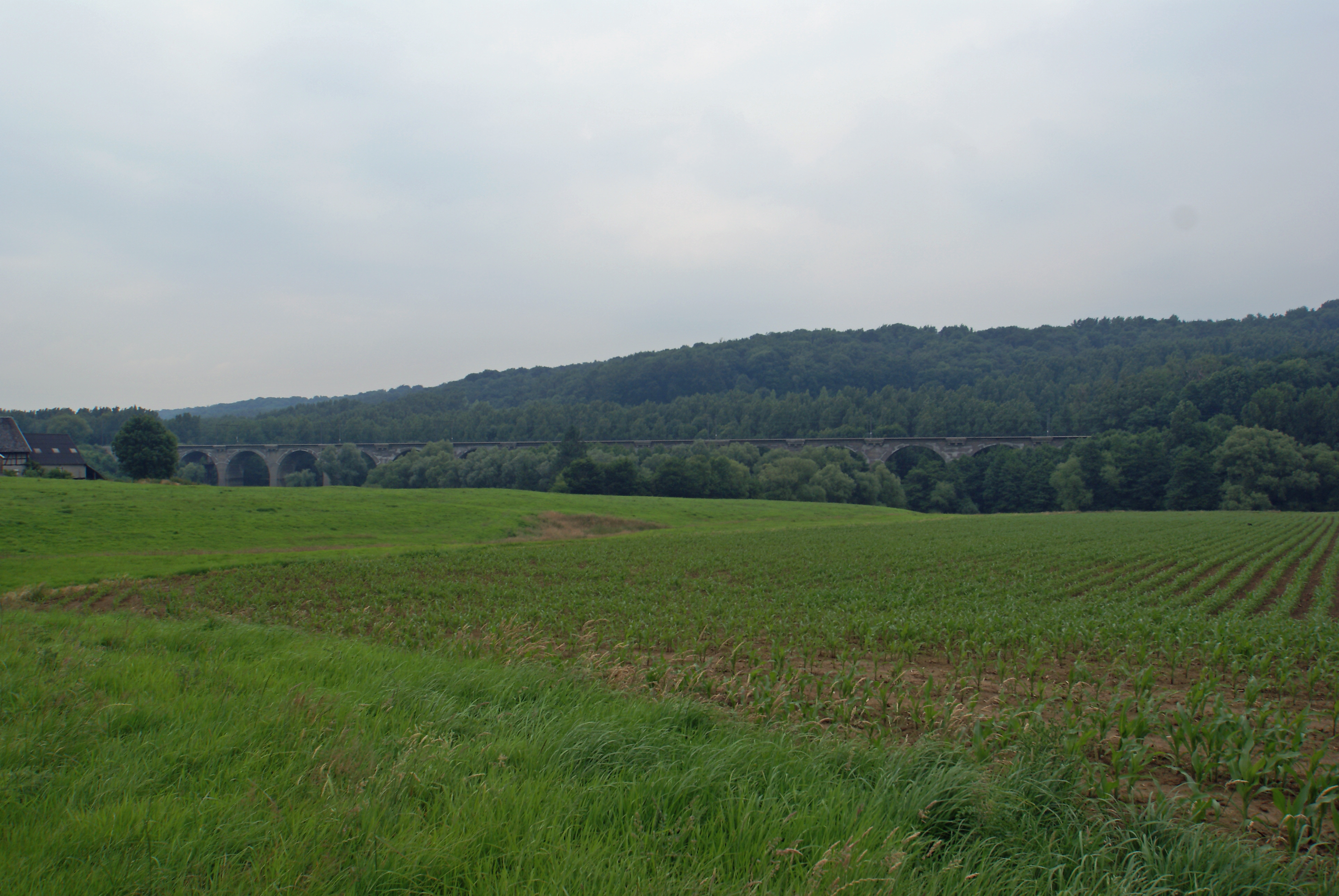
El viaducte ferroviari al Gulp
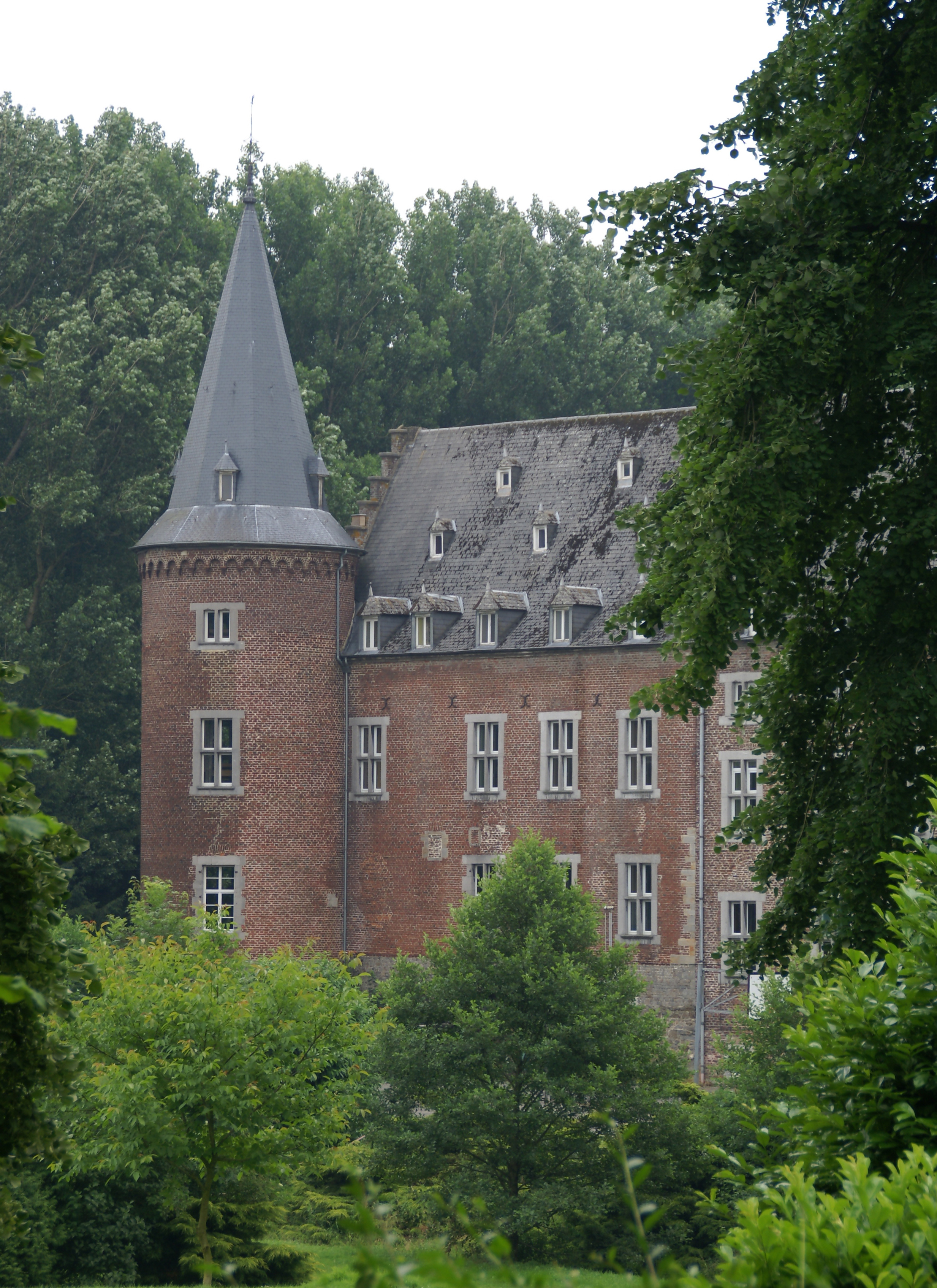
Castell d'Obsinnich
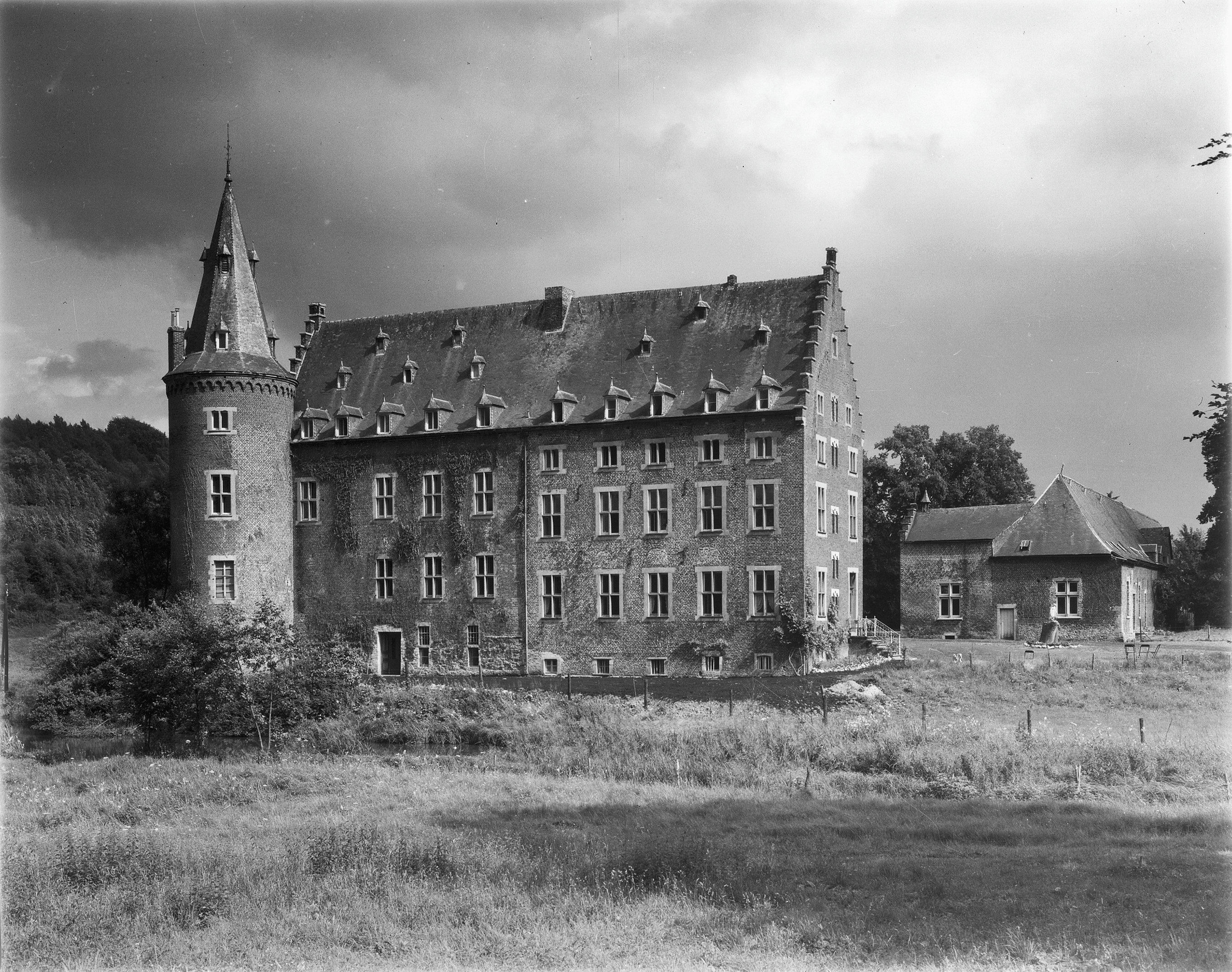
Castell d'Obsinnich el 1954
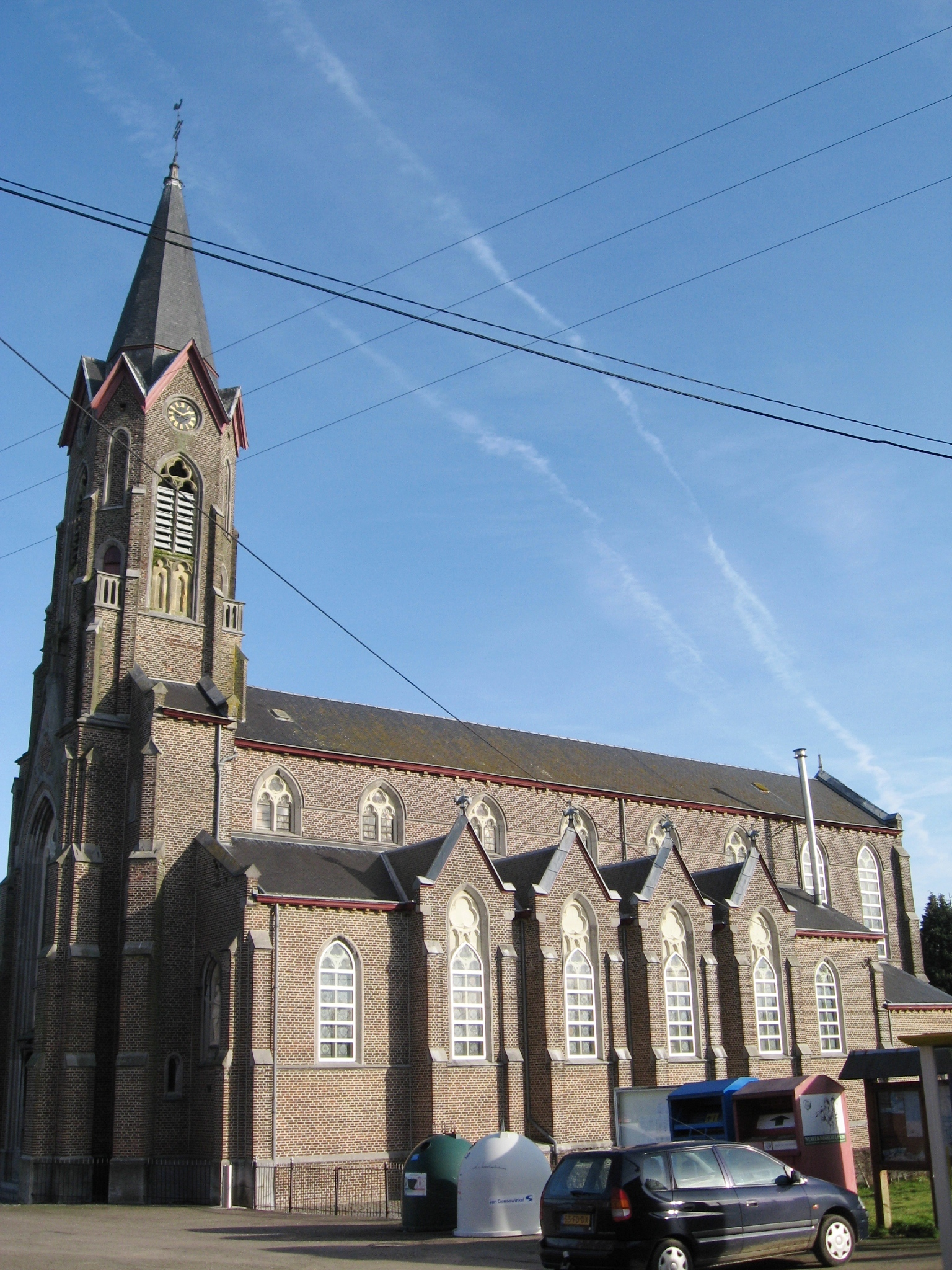
L'església de Sant Heribert